# Maschinenlesbarer Bereich
Ein maschinenlesbarer Bereich (engl. Machine Readable Zone, abgekürzt MRZ) ist derjenige sichtbare Teil eines Ausweis- oder Reisedokumentes, der speziell dafür angelegt wurde, durch optische Texterkennung gelesen zu werden.

Beispiele für maschinenlesbare Zonen gemäß ICAO-Spezifikation 9303 für Ausweisdokumente verschiedener Größen

Diese Lesezone befindet sich in der Regel im unteren Bereich eines Personaldokuments (beispielsweise der laminierten Seite einer Reisepasskarte). Für die Beschriftung wird die Schriftart OCR-B verwendet. Diese Schriftart ist nichtproportional, das heißt, dass jedes Zeichen die gleiche Laufweite besitzt. Anstelle von Leerzeichen wird das Symbol ‚<‘ verwendet, sodass jede Stelle des Lesebereichs mit einem Zeichen besetzt ist.
Der Inhalt von maschinenlesbaren Bereichen ist durch nationale oder internationale Normen geregelt. Der Standard ICAO Dokument 9303 (Spezifikation für maschinenlesbare Reisedokumente) beschreibt drei Formate:
- ein dreizeiliger Bereich mit jeweils 30 Zeichen pro Zeile für andere Ausweisdokumente im kleinen Format ID-1 / td-1[2] (Scheckkartenformat) auf der Rückseite der Karte,
- ein zweizeiliger Bereich mit jeweils 36 Zeichen pro Zeile für Ausweisdokumente im mittleren Format ID-2 / td-2[2] auf der Vorderseite der Karte,
- ein ebenfalls zweizeiliger Bereich mit jeweils 44 Zeichen pro Zeile für Reisepässe im großen Format ID-3 / td-3[2] (oder MRP machine readable passport) auf der Vorderseite der Karte.

Der aktuelle deutsche Personalausweis hat einen maschinenlesbaren Bereich im Format ID-1 / td-1. Der maschinenlesbare Bereich der älteren Personalausweise, die zwischen April 1987 und Oktober 2010 beantragt wurden, sowie der weiterhin ausgestellte vorläufige deutsche Personalausweis haben das Format ID-2 / td-2.
Die Daten eines maschinenlesbaren Bereichs lassen sich mit Hilfe von Online-Tools auf Richtigkeit überprüfen.

## Personennamen mit Sonderzeichen
Umlaute, diakritische Zeichen, „ß“ und andere Sonderbuchstaben (wie z. B. æ, œ, ð, þ) im Namen werden in der MRZ entweder umschrieben (z. B. Müller → MUELLER, Groß → GROSS) oder durch einfache Buchstaben ersetzt (z. B. Jérôme → JEROME). Das bedeutet, dass der Name im Dokument auf zweierlei Weise geschrieben ist, was – besonders im Ausland – für Verwirrung und Verdacht auf Dokumentenfälschung sorgen kann. Es wird empfohlen, für Flugtickets, Visa usw. exakt die in der MRZ des Reisepasses verwendete Schreibweise zu benutzen und sich im Zweifelsfall auf diese zu berufen.
Österreichische Ausweisdokumente können (müssen aber nicht) eine dreisprachige Erklärung (in Deutsch, Englisch und Französisch) der deutschen Sonderzeichen beinhalten, beispielsweise „‚ß‘ entspricht / is equal to / correspond à ‚ss‘“.
Das deutsche Namensrecht (Nr. 38 NamÄndVwV) erkennt Sonderzeichen im Familiennamen als Grund für eine offizielle Namensänderung an (auch eine bloße Änderung der Schreibweise, z. B. von MÜLLER zu MUELLER oder von WEIß zu WEISS gilt als solche). Am 1. Oktober 1980 stellte das Bundesverwaltungsgericht noch einmal fest, dass die technisch bedingte fehlerhafte Wiedergabe von Sonderzeichen auf elektronischen Systemen ein wichtiger Grund für die Änderung des Familiennamens sein kann (der Kläger wollte die Schreibweise seines Namens von GÖTZ in GOETZ ändern, war aber damit zunächst beim Standesamt gescheitert).